# Andrij Hnatow
Andrij Wiktorowycz Hnatow (ukr. Андрій Вікторович Гнатов; ur. 1980) – ukraiński wojskowy, generał major, szef Sztabu Generalnego Sił Zbrojnych Ukrainy (od 2025), wcześniej zastępca szefa Sztabu Generalnego (2025), dowódca Połączonych Sił (2024–2025) i zastępca szefa Dowództwa Operacyjnego „Południe” (2022–2024).

## Życiorys
W 2001 roku ukończył Instytut Wojsk Pancernych w Charkowie.
Służbę rozpoczynał w batalionie piechoty morskiej stacjonującym na Półwyspie Krymskim. Po aneksji Krymu przez Rosję w 2014 roku, jako jeden z około dwustu żołnierzy ukraińskiej marynarki wojennej, pozostał lojalny Ukrainie i powrócił na kontynentalną część swojego kraju, gdzie kontynuował karierę wojskową.
Prokuratura Donieckiej Republiki Ludowej, separatystycznego państwa nieuznawanego, w 2019 roku wszczęła postępowanie przeciwko Hnatowowi, oskarżając go o „popełnienie aktów terroru”.
W latach 2016–2018 sprawował funkcję szefa sztabu 36 Samodzielnej Brygady Piechoty Morskiej, od 2018 do 2021 był jej dowódcą.
Podczas inwazji Rosji na Ukrainę walczył w obronie Bachmutu (wiosna 2023), o Mikołajów oraz o wyzwolenie obwodu chersońskiego (listopad 2022).
W roku 2022 został zastępcą szefa Dowództwa Operacyjnego „Południe”. Od 24 czerwca 2024 do 26 lutego 2025 roku stał na czele Dowództwa Połączonych Sił Sił Zbrojnych Ukrainy. 17 czerwca 2022 roku awansowany przez prezydenta Ukrainy Wołodymyra Zełenskiego na stopień generała brygady. Od 23 sierpnia 2024 roku generał major.
27 lutego 2025 roku mianowany zastępcą szefa Sztabu Generalnego Sił Zbrojnych Ukrainy. 16 maja 2025 roku, na wniosek ministra obrony Rustema Umierowa, Wołodymyr Zełenski powierzył Hnatowowi stanowisko szefa Sztabu Generalnego. Zmianę tę Umierow określił „kontynuacją reform armii”. Zastąpił tym samym Anatolija Barhyłewycza.

## Odznaczenia
- Medal „Za wojskową służbę Ukrainie” (2015)[16]
- Order Bohdana Chmielnickiego III Klasy (2020)[17]
- Krzyż Bojowych Zasług (2022)[18]

## Awanse
- podpułkownik (2015)[16]
- pułkownik (2018)[17]
- generał brygady (2022)[13]
- generał major (2024)[14]